# Sweets pure
Sweets pure（スウィーツ ピュア）は、三洋テクノソリューションズ鳥取（当時：鳥取三洋電機）が開発した、KDDIおよび沖縄セルラー電話のauブランドのCDMA 1X対応携帯電話である。製造型番はA5519SA（えー ごーごーいちきゅう えすえー）。

## 特徴
インダストリアルデザイナーでありプロダクトデザイナーの柴田文江がデザインしたもので、10代以下の女子ユーザーを対象としたSweetsシリーズの第2弾にあたる音声通話用端末。

## 沿革
- 2006年1月19日 - KDDI、および三洋電機（大阪）より公式発表。
- 2006年2月11日 - 北海道・東北・北陸地区にて発売。
- 2006年2月14日 - 関西・中国・沖縄地区にて発売。
- 2006年2月15日 - 関東・四国地区にて発売。
- 2006年2月16日 - 九州地区にて発売。
- 2006年2月18日 - 中部地区にて発売。

## 対応サービス
- EZ「着うた」
- Hello Messenger
- 安心ナビ
- 赤外線通信（IrDA）
- EZナビウォーク
- ムービーメール
- EZムービー
- とじるとロック

など